# Kandalanu
Kandalãnu est un roi babylonien qui a régné vers 647-627 av. J.-C.. Son passage sur le trône correspond à une période de calme pour la Babylonie après la révolte de 652-648 av. J.-C. et avant celle de 626-625. Il a très probablement été couronné par Assurbanipal. Il ne prend le pouvoir de la Babylonie que petit à petit, à mesure que le roi assyrien lui restitue les anciennes possessions de Shamash-shum-ukin. Nippur, l'une des villes les plus agitées contre l'Assyrie, demeure cependant sous contrôle d'Assurbanipal.
Sous son règne, le pays se reconstruit et reste relativement discret politiquement, Kandalãnu restant lui-même très peu connu. L'armée assyrienne reste en Babylonie jusqu'en 640 av. J.-C. pour lancer des représailles contre les soutiens des rebelles babyloniens (Chaldéens, Elam et Arabes). L'économie revient à son niveau de 652 av. J.-C. à 642 av. J.-C. Kandalãnu meurt la même année qu'Assurbanipal en 627 av. J.-C.. À la suite de ces morts, de violents troubles éclatent en Assyrie et en Babylonie.
Il a été supposé, même si cela semble improbable, que Kandalãnu était un nom de règne pris par Assurbanipal pour s'installer sur le trône babylonien après la fin du siège de 648 av. J.-C.